# کاکایی پشت‌سیاه کوچک

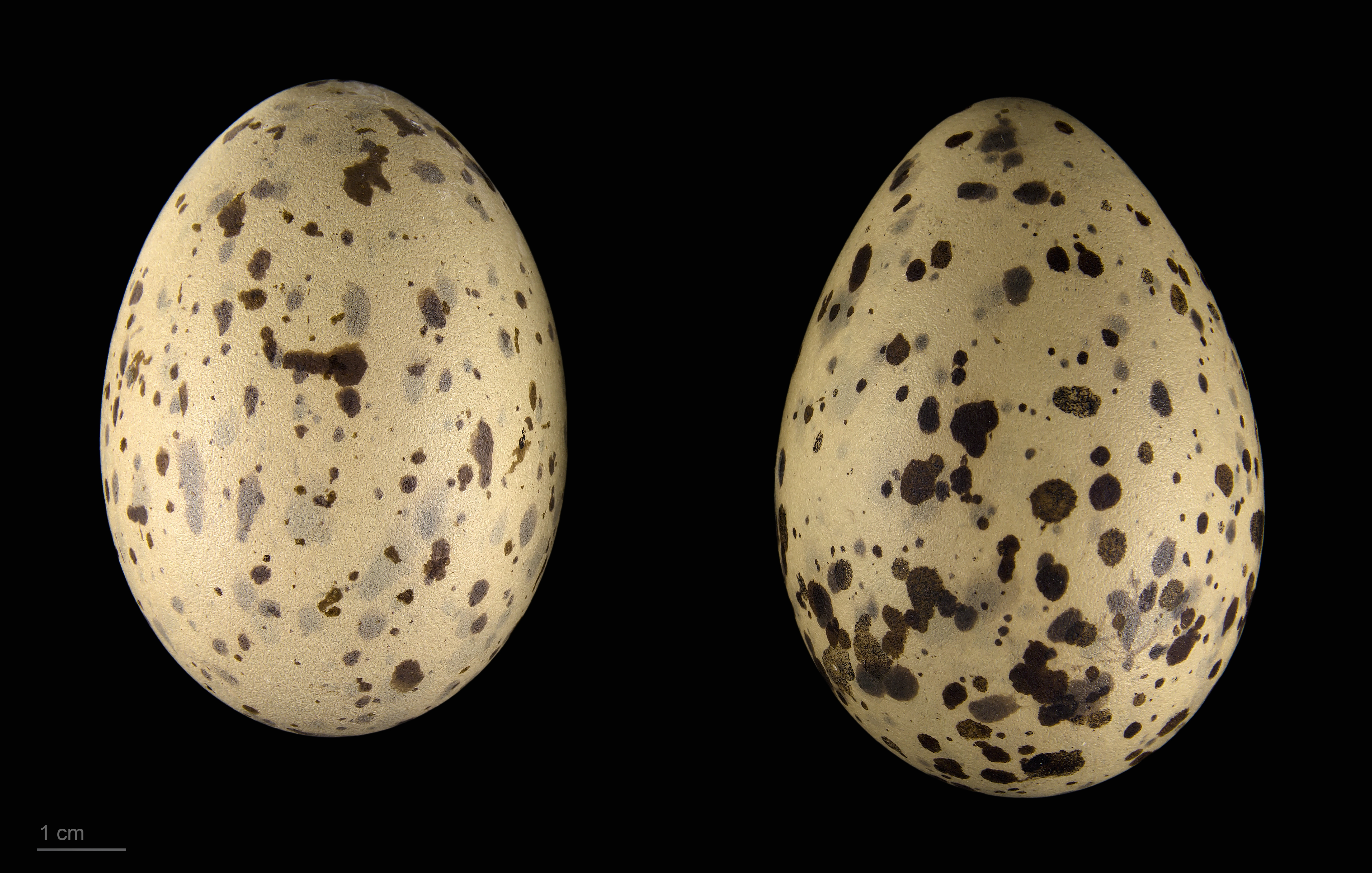
Larus fuscus graellsii

کاکایی پشت‌سیاه کوچک (نام علمی: Larus fuscus) نام یک گونه از سرده کاکایی است.